# Dragväsen
Dragväsen är ett övernaturligt väsen som "drar" till sin ägare, det vill säga gör vederbörande rik på andras bekostnad. Exempel på dragväsen är bjäran, som en häxa kunde använda för att stjäla mjölk från grannarnas kor, spiritusen som drar pengar till sin ägare och i många bygder var tomten ett dragväsen som kunde dra säd från granngårdarna.